# Joan V d'Armanyac
Joan V d'Armanyac, fill de Joan IV d'Armanyac, comte d'Armanyac i de Rodés, i d'Isabel d'Évreux-Navarra, va néixer el 1420 i va morir el 1473. Vescomte de Lomanha per cessió paterna, va esdevenir comte d'Armanyac, Fesenzac i Rodés i vescomte de Fesenzaguet a la mort del seu pare el 1450.
Fou un dels capitans de Carles VII de França en la lluita contra els anglesos, però va agafar certa independència, va usurpar drets regalians i es va enfrontar amb el rei.

## Biografia
El 1453 va guanyar sobre els terrenys calcaris de Mondalazac la batalla que va posar fi a l'ocupació anglesa del Roergue que durava des de 1370. Joan de La Panouse va transformar la desfeta anglesa en derrota seriosa quan va agafar pel darrere als exèrcits anglesos en retirada que baixaven la vall del castell del Colombier.
El 1454, a la mort de Mateu de Foix, comte de Comenge, va reivindicar el comtat com a besnebot del primer marit de Margarida de Comenge, vídua de Mateu.
Va tenir una relació incestuosa amb la seva germana Isabel, que va fer escàndol en la cristiandat; però va obligar el seu capellà, sota pena de mort, a celebrar el seu matrimoni amb la seva germana, la qual li va donar tres fills: 
- Joan (mort el 1516), senyor de Camboulas, casat el 1507 amb Joana de La Tour;
- Antoni;
- Rosa, casada el 1498 amb Gaspar de Villemur, senyor de Saint Paul.

El 1455, irritat de la insubordinació del seu vassall, així com per l'escàndol, Carles VII de França va enviar contra ell dos exèrcits. Joan V, vençut, es va haver d'escapar a la cort catalana a Barcelona i, mentre les tropes franceses ocuparen el Roergue i l'Armanyac, Joan va organitzar una guerrilla per hostilitzar els ocupants, però el rei d'Aragó li va aconsellar anar a Roma per demanar al papa de defensar la seva causa davant el rei de França. Cardenals cobdiciosos intentaren vendre-li una falsa dispensa, però foren desemmascarats i jutjats. El papa li atorga el perdó, però no va aconseguir fer doblegar Carles VII, i Joan V es refugia al tribunal d'Aragó.
Carles VII va morir el 1461 i el nou rei, Lluís XI de França, el va amnistiar i li va tornar els seus comtats. Però va fer prova d'una d'imperdonable falsedat participant en la Lliga del Bé Públic contra el rei. Després del fracàs d'aquesta lliga, va conspirar amb els anglesos.
El 1470, Lluís XI va posar l'Armanyac i el Roergue sota segrest i va enviar al seu gendre Pere de Beaujeu a prendre'n possessió, però Joan V va aixecar l'Armanyac i va reprendre Lectoure. Hi fou assetjat el 1473. Va acceptar capitular i va fer obrir les portes. Refugiat a la seva fortalesa de Sainte-Gemme, en va sortir de resultes de provocacions i fou apunyalat, el 5 de març de 1473. Una gran part de la població fou massacrada.

## Matrimoni i fills
S'havia casat amb Joana de Foix Grailly el 1469, però no en va tenir més que una filla, nascuda morta l'abril de 1473: després de la batalla de Lectoure, Joana de Foix fou desposseïda de les seves joies i objectes de valor i fou arrossegada al castell de Buset de Tarn, esdevingut presó d'Estat per a l'ocasió, encara que estava embarassada de set mesos i hi fou tancada al costat del cadàver del seu marit. Allà, per ordre de Lluís XI de França que desitjava l'extinció de la casa d'Armanyac, fou obligada pel cardenal Joan Jouffroy a absorbir un verí destinat al seu fill no nascut. Va avortar en efecte, i va morir dos dies més tard.

## Font
- Maison d'Armagnac Arxivat 2007-10-14 a Wayback Machine.